# Betrieb
|                       |                       |                       |                       |                       |                       |  |  | Wirtschaftseinheiten |                 |                 |                 |                 |                 |  |  |                                       |                                       |                                       |                                       |                                       |                                       |  |  |  |  |  |  |  |  |  |  |  |  |  |  |  |  |  |  |
|                       |                       |                       |                       |                       |                       |  |  |                      |                 |                 |                 |                 |                 |  |  |                                       |                                       |                                       |                                       |                                       |                                       |  |  |  |  |  |  |  |  |  |  |  |  |  |  |  |  |  |  |
|                       |                       |                       |                       |                       |                       |  |  |                      |                 |                 |                 |                 |                 |  |  |                                       |                                       |                                       |                                       |                                       |                                       |  |  |  |  |  |  |  |  |  |  |  |  |  |  |  |  |  |  |
| Öffentliche Haushalte | Öffentliche Haushalte | Öffentliche Haushalte | Öffentliche Haushalte | Öffentliche Haushalte | Öffentliche Haushalte |  |  | Privathaushalte      | Privathaushalte | Privathaushalte | Privathaushalte | Privathaushalte | Privathaushalte |  |  | Betriebe                              | Betriebe                              | Betriebe                              | Betriebe                              | Betriebe                              | Betriebe                              |  |  |  |  |  |  |  |  |  |  |  |  |  |  |  |  |  |  |
| Öffentliche Haushalte | Öffentliche Haushalte | Öffentliche Haushalte | Öffentliche Haushalte | Öffentliche Haushalte | Öffentliche Haushalte |  |  | Privathaushalte      | Privathaushalte | Privathaushalte | Privathaushalte | Privathaushalte | Privathaushalte |  |  | Betriebe                              | Betriebe                              | Betriebe                              | Betriebe                              | Betriebe                              | Betriebe                              |  |  |  |  |  |  |  |  |  |  |  |  |  |  |  |  |  |  |
|                       |                       |                       |                       |                       |                       |  |  |                      |                 |                 |                 |                 |                 |  |  |                                       |                                       |                                       |                                       |                                       |                                       |  |  |  |  |  |  |  |  |  |  |  |  |  |  |  |  |  |  |
|                       |                       |                       |                       |                       |                       |  |  | Unternehmen          | Unternehmen     | Unternehmen     | Unternehmen     | Unternehmen     | Unternehmen     |  |  | Öffentliche Betriebe und Verwaltungen | Öffentliche Betriebe und Verwaltungen | Öffentliche Betriebe und Verwaltungen | Öffentliche Betriebe und Verwaltungen | Öffentliche Betriebe und Verwaltungen | Öffentliche Betriebe und Verwaltungen |  |  |  |  |  |  |  |  |  |  |  |  |  |  |  |  |  |  |

Unter Betrieb versteht man eine Organisationseinheit, die durch die dauerhafte Kombination von Produktionsmitteln Güter oder Dienstleistungen erstellt. Der Begriff hat in verschiedenen Rechtsbereichen und der Betriebswirtschaftslehre jeweils etwas abweichende Bedeutungen.
Das Wort Betrieb leitet sich vom Verb „betreiben“ ab. Es soll ausdrücken, dass jemand ein Geschäft oder Anlagen betreibt, um Güter oder Dienstleistungen zu erstellen.

## Betriebswirtschaftslehre
Der Betrieb ist das Erkenntnisobjekt der Betriebswirtschaftslehre, die jedoch keine einheitliche Definition bereithält. Fritz Schmidt stellt 1924 den wirtschaftenden Betrieb in den Blickpunkt seiner Beobachtung. Für Josef Hellmer ist der Betrieb „kein wirtschaftlicher, sondern in erster Linie ein technologischer Begriff“. Erich Kosiol subsumiert unter dem Betriebsbegriff alle wirtschaftenden Organisationseinheiten. „Die Betriebe, ob Haushalte oder Unternehmungen, sind die Wirkungszentren und Formungselemente der Wirtschaft.“ Martin Lohmann sieht den Betrieb als produktiven Teil eines Unternehmens, er ordnet ihn dem Unternehmen unter. Ein großer Teil der Wissenschaftler ordnete jedoch den Unternehmensbegriff dem Betriebsbegriff unter, so etwa mit Einschränkungen Erich Gutenberg, der im Betrieb die Kombination von Produktionsfaktoren sah. Diese Unterordnung wird uneingeschränkt übernommen von Heinrich Nicklisch, Eugen Schmalenbach oder Konrad Mellerowicz.
Zwischen Gutenberg und Mellerowicz war ein Methodenstreit entstanden, als Gutenberg ab April 1955 Betrieb und Unternehmung gleichsetzte. Im Kern ging es um die Frage, ob der Betrieb oder die Unternehmung Forschungs- und Erkenntnisobjekt sei. Für Heinz Langen schließlich ist der Betrieb eine „Institution, die dem Zweck dient, bestimmte Zustände (Geld- oder Lagerbestände, Auftrags- und Personalstand usw.) oder Vorgänge (Einnahmen, Ausgaben, technische Produktion, Ein- oder Verkäufe usw.) auf einem bestimmten Wertniveau zu halten bzw. dieses Wertniveau bei Auftreten von Störungen wiederherzustellen“; für ihn ist der Betrieb ein Regelkreis.

## Recht
Im Gegensatz zur Betriebswirtschaftslehre wird in der Rechtswissenschaft sehr genau zwischen Betrieben und Unternehmen unterschieden. Naturgemäß befasst sich insbesondere das Arbeitsrecht mit Betriebsfragen, die jedoch auch eine Rolle in anderen Rechtsgebieten spielen.

### Arbeitsrecht
Ausgangspunkt der Entwicklung einer rechtlichen Definition ist ein Urteil des Reichsgerichts vom Februar 1923, wonach der Betrieb ein lebender Organismus sei, „innerhalb dessen Unternehmer und Arbeiter zu einer Produktionsgemeinschaft zusammengeschlossen sind und in gemeinsamer Tätigkeit demselben Ziel, der Erreichung eines möglichst hohen Standes und möglichster Wirtschaftlichkeit der Betriebsleitung zustreben“. Erwin Jacobi sah im Betrieb im Jahre 1927 die Vereinigung von persönlichen, sächlichen und immateriellen Mitteln zur fortgesetzten Verfolgung eines von einem oder mehreren Rechtssubjekten gemeinsam gesetzten technischen Zwecks. Der Gesetzentwurf zum BetrVG 1952 sah eine Legaldefinition vor, wonach der Betrieb der Arbeitsverband von Arbeitnehmer und Arbeitgeber sei, der mit Hilfe von Arbeitsmitteln bei räumlicher Zusammenfassung bestimmte, nicht-hoheitliche Aufgaben fortgesetzt verfolge. Da der Bundesrat eine eindeutige gesetzliche Abgrenzung nicht für möglich hielt und der Begriff durch Rechtsprechung und Lehre entwickelt werden solle, wurde die Definition nicht Bestandteil des Gesetzes. Das heutige BetrVG setzt den Begriff als bekannt voraus.
Für das Bundesarbeitsgericht ist ein Betrieb nach § 613a BGB „die organisatorische Einheit, innerhalb derer der Arbeitgeber allein oder mit seinen Arbeitnehmern mit Hilfe von sächlichen oder immateriellen Mitteln bestimmte arbeitstechnische Zwecke fortgesetzt verfolgt, die sich nicht in der Befriedigung des Eigenbedarfs erschöpfen.“ Zudem ist der Betrieb nicht an die Art oder den Ort der Ausübung gebunden. Es kommt auf eine Einheit an, die erst durch die Mittel der Betriebsorganisation zu einer Einheit geworden ist. Sächliche und immaterielle Mittel sind nichts anderes als Produktionsfaktoren, die dauerhaft eingesetzt werden, um Fremdbedarf zu decken. Diese rein arbeitsrechtliche Definition enthält Bestandteile, die auch aus betriebswirtschaftlicher Perspektive relevant sind. Die Definition erfordert nämlich die dauerhafte organisatorische Kombination von Produktionsfaktoren für den Fremdbedarf.
In verschiedenen Spezialgesetzen (wie KSchG oder Tarifvertragsgesetz) wird der Betriebs-Begriff als bekannt vorausgesetzt. Eine gesetzesübergreifende Definition fehlt, weil Gesetze unterschiedliche Gesetzeszwecke verfolgen und daher der Begriffsinhalt je nach Regelungsziel variieren kann. Der Betrieb als organisatorische Einheit muss arbeitsrechtlich jedenfalls 4 Kriterien erfüllen: arbeitsorganisatorisch-technische Einheit, einheitlicher Leitungsapparat, räumliche Einheit und einheitliche Betriebsgemeinschaft. Betrieb ist also die arbeitsorganisatorische, Unternehmen die rechtliche Einheit. Dabei können mehrere Unternehmen durchaus einen gemeinsamen Betrieb begründen, so genannter Gemeinschaftsbetrieb.
Die Tätigkeit des Arbeitnehmers findet in der Regel, aber nicht zwingend, im Betrieb des Arbeitgebers statt. Der Betriebsbegriff steuert viele arbeitsrechtliche Konsequenzen. Das betrifft zum Beispiel den Betriebsübergang, die Wahl des Betriebsrates (oder im öffentlichen Dienst des Personalrates) oder die Betriebsgröße als Voraussetzung für den Kündigungsschutz. Der Betrieb wird als selbständige organisatorische Einheit verstanden, die zum Erreichen eines arbeitstechnischen Zweckes gebildet ist. Eingeschränkte Beteiligungsrechte des Betriebsrates gelten in sog. Tendenzbetrieben, also vor allem Betriebe mit religiöser, karitativer oder wissenschaftlicher Zielsetzung bzw. Betrieben von Rundfunk- und Presseunternehmen.
Abzugrenzen ist die Organisationseinheit „Betrieb“ von den Begriffen des Unternehmers oder des „Unternehmens“, auch wenn hier umgangssprachlich häufig Vermischungen erfolgen. Der Unternehmer oder – meist wenn von einer juristischen Person getragen – das Unternehmen ist der Eigentümer (der Rechtsträger) des Betriebes und auch der Vertragspartner des Arbeitnehmers. Das Unternehmen kann durchaus auch Inhaber mehrerer Betriebe sein.
Mehrere Unternehmen können sich zu einem Konzern verbinden. Es ist auch möglich, dass sich zwei Unternehmen verbinden, um gemeinsam einen bestimmten Betrieb zu führen.
Überhaupt nicht hierher gehört der häufig als Synonym benutzte Begriff der „Firma“. Firma ist der handelsrechtliche Name eines Kaufmanns (sowohl für Einzelkaufleute, Personenhandelsgesellschaften und für juristische Personen), § 17 HGB. Arbeitsrechtlich hat der Begriff keine Funktion.

### Wirtschaftsrecht
Im deutschen Wirtschaftsrecht wird herkömmlich zwischen dem Betrieb und dem Unternehmen unterschieden. Der Betrieb wird definiert als technisch-organisatorische, das Unternehmen als rechtliche Einheit. Im Gegensatz zu obigem Schaubild ist der Begriff Betrieb dann kein Oberbegriff zum Unternehmen.

### Andere Rechtsgebiete
Arbeitsstätten sind nach § 2 Abs. 1 ArbStättV Orte in Gebäuden oder im Freien, die sich auf dem Gelände eines Betriebes befinden. Der Betrieb wird hier nicht definiert, sondern als bekannt vorausgesetzt. Er ist weit auszulegen und umfasst jeden Ort, der im Machtbereich des Arbeitgebers liegt.
Das Umsatzsteuergesetz besteuert die Umsätze von Unternehmen, nicht von einzelnen Betrieben (§ 1 Abs. 1 Nr. 1 UStG). Es knüpft aber in § 1 Abs. 1a UStG, der Umsätze einer Geschäftsveräußerung von der Umsatzsteuerpflicht ausnimmt, an den Betriebsbegriff an. Danach liegt eine Geschäftsveräußerung vor, wenn das ganze Unternehmen oder ein in der Gliederung eines Unternehmens gesondert geführter Betrieb veräußert wird. Es kommt nicht darauf an, ob bereits beim Veräußerer eine eigenständige betriebliche Organisation vorlag, sondern darauf, ob ein Teilvermögen übertragen wird, das vom Erwerber selbständig hätte übernommen werden können und für das der Erwerber im Falle der entgeltlichen Übertragung eine Gegenleistung gezahlt hätte (BFH vom 24. Februar 2021, XI R 8/19).
Die juristischen Personen des öffentlichen Rechts sind nach § 1 Abs. 1 Nr. 6 KStG im Rahmen ihrer Betriebe gewerblicher Art umsatz- und körperschaftsteuerpflichtig. Steuerlich wird in Österreich nach herrschender Meinung der Betrieb als ein Bestandteil eines Unternehmens angesehen.

## Arten
Je nach Betriebsgröße unterscheidet man Kleinst-, Klein-, Mittel- und Großbetriebe. Nach dem Betriebszweck kann man Produktionsbetriebe (Landwirtschaft, Bergbau, Handwerk, Industrie) und Dienstleistungsbetriebe (Handel, Verkehr, Banken, Versicherungen) unterscheiden. Außerdem gibt es je nach dem Schwerpunkt der Beschäftigung Saisonbetriebe und Kampagne-Betriebe.

## International
Im Sinne des Rats- und Kommissionsrechtes der Europäischen Union ist ein Betrieb definiert als die Gesamtheit der vom Betriebsinhaber verwalteten Produktionseinheiten, die sich im Gebiet eines Mitgliedstaates befinden. Für den EuGH ist der Betrieb mit der wirtschaftlichen Einheit gleichzusetzen: „Eine wirtschaftliche Einheit ist eine organisierte Zusammenfassung von Ressourcen zur Verfolgung einer wirtschaftlichen Haupt- oder Nebentätigkeit.“
Das österreichische Arbeitsverfassungsgesetz vom 14. Dezember 1973 hält eine Legaldefinition bereit: „Als Betrieb gilt jede Arbeitsstätte, die eine organisatorische Einheit bildet, innerhalb der eine physische oder juristische Person oder eine Personengemeinschaft mit technischen oder immateriellen Mitteln die Erzielung bestimmter Arbeitsergebnisse fortgesetzt verfolgt, ohne Rücksicht darauf, ob Erwerbsabsicht besteht oder nicht“ (§ 34 Abs. 1 Arbeitsverfassungsgesetz). In der Schweiz ist Begriff des Betriebs weder im Gesetz noch in der Unfallversicherungsverordnung näher umschrieben. Das Schweizer Bundesgericht versteht unter dem Begriff „Betrieb“ im Sinne des Unfallversicherungsrechts die „juristische Person, die Personengesellschaft oder die Einzelfirma, die als Arbeitgeber auftritt“. Hierdurch wird der „Betrieb“ dem „Arbeitgeber“ gleichgesetzt.